# Juglans australis
Juglans australis là một loài thực vật có hoa trong họ Juglandaceae. Loài này được Griseb. mô tả khoa học đầu tiên năm 1879.